# Paul Stankowski
Paul Francis Stankowski (Oxnard, 2 december 1969) is een Amerikaans golfer die sinds 1994 actief is op de Amerikaanse PGA Tour.

## Loopbaan
In 1991 werd Stankowski een golfprofessional en speelde meteen op de Nationwide Tour waar hij in 1996 zijn eerste profzege behaalde door het NIKE Louisiana Open te winnen.
In 1994 debuteerde Stankowski in de Amerikaanse PGA Tour. In 1996 won hij de BellSouth Classic, hij won de play-off van Brandel Chamblee In 1997 behaalde hij zijn tweede zege op de PGA Tour door het United Airlines Hawaiian Open te winnen nadat hij de play-off won van Jim Furyk en Mike Reid.
In 1996 won Stankoswki het Casio World Open, een golftoernooi van de Japan Golf Tour, en de Lincoln-Mercury Kapalua International, een officieus golftoernooi van de PGA Tour in Kapalua, Hawaï.

## Prestaties

### Professional
Amerikaanse PGA Tour
| Nr. | Datum            | Toernooi                      | Score           | Score | Info                                       |
| --- | ---------------- | ----------------------------- | --------------- | ----- | ------------------------------------------ |
| 1   | 7 april 1996     | BellSouth Classic             | 68-71-70-71=280 | –8    | Won de play-off van Brandel Chamblee       |
| 1   | 16 februari 1997 | United Airlines Hawaiian Open | 71-66-64-70=271 | –17   | Won de play-off van Jim Furyk en Mike Reid |

Nationwide Tour
- 1996: NIKE Louisiana Open

Overige
- 1992: New Mexico Open
- 1996: Casio World Open (Japan Golf Tour), Lincoln-Mercury Kapalua International
- 2001: Straight Down Fall Classic (met Brad Payne)